# Escola Superior de Hotelaria e Turismo do Estoril
A Escola Superior de Hotelaria e Turismo do Estoril foi inaugurada no ano 1991 e é um Estabelecimento Público de Ensino Superior Politécnico, sob a tutela do Ministério da Ciência, Tecnologia e Ensino Superior.
A grande qualidade dos cursos ministrados nesta escola foi reconhecida pela Organização Mundial do Turismo (OMT) por um certificado TEDQUAL (sistema de certificação de Programas de Educação em Turismo) e é hoje em dia considerado  o segundo melhor estabelecimento de ensino superior, nas áreas do Turismo e Hotelaria, da Europa, sendo o que detém mais cursos certificados neste domínio.
Actualmente, estão inscritos mais de mil alunos nas licenciaturas, e mais de cem nos cursos de 2º ciclo (mestrados e pós-graduações). Para garantir a grande qualidade e excelência do ensino, a ESHTE engloba um corpo docente com cento e dez professores que, além de académicos, são também profissionais deste sector, permitindo manter um ensino actualizado que é indispensável à viabilidade do sector.

## Objectivos
Esta escola superior visa atribuir aptidões na óptica da criação, transmissão e partilha de conhecimentos relacionados com a prática de actividades profissionais qualificadas, nas áreas da hotelaria , turismo e da restauração, e muito em especial, para:
- Interacção com o mercado de trabalho nas perspectivas académicas, da prática profissional e da adequação às oportunidades de exercício da actividade turística e hoteleira;

- Criação de um centro de renome no apoio ao desenvolvimento da actividade turística e hoteleira no âmbito profissional e empresarial;

- Realização de investigações fundamentais aplicadas.

A ESHTE é um centro de formação cultural e técnica de nível superior de excelência, para preparar profissionais, que possam responder aos desafios que hoje em dia se colocam no sector empresarial e institucional do turismo.
Através de um ensino técnico e científico leccionado em função das necessidades deste sector, os formados pela ESHTE consideram-se verdadeiros agentes de mudança, capazes de enfrentar oportunidades e desafios, num contexto de grandes incertezas e de grande competitividade dentro do sector.

## Cursos
Virada para a formação de quadros superiores do turismo, da hotelaria e da restauração, a escola lecciona cinco cursos de licenciatura, de acordo com o Processo de Bolonha.

## Localização
Localizada no Estoril, no eixo turístico Lisboa/Cascais/Sintra, a ESHTE insere-se num pólo de formação com estruturas únicas ao nível do ensino superior nas áreas do turismo, hotelaria e restauração.
Ver Mapa

## Recursos
A Escola dispõe de:
- Mediateca, que inclui 3 serviços distintos: 
  - Biblioteca – que é depósito oficial da Organização Mundial do Turismo, reconhecida como uma das três melhores Bibliotecas de Portugal especializadas em turismo
  - Serviço de Auto Aprendizagem em Línguas (SAAL)
  - Núcleo de Concepção e Desenvolvimento de Conteúdos para b/e-learning

## Serviços ESHTE
- ESHTEmprego
- ESHTElaboratório
- Núcleo de Concepção e Desenvolvimento de Conteúdos e/b-learning
- CESTUR
- ESHTESAAL
- ESHTEInformática
- ESHTEInternacional
- CLiCESHTE
- AAESHTE

## ESHTE a nível internacional
A nível europeu, a Escola é parceira em cerca de vinte e três acordos bilaterais de intercâmbio de docentes e alunos, nos Programas Sócrates/Erasmus e Leonardo da Vinci. Tem ainda acordos bilaterais com Universidades do Brasil, Macau, Camerino e Disney/ECU.